# Clara Elizabeth Fragoso Ugarte
Clara Elizabeth Fragoso Ugarte   (Durango, 1972) és una camionera mexicana.
Casada des dels 17 anys, després de patir episodis de violència de gènere, es va separar amb 32 anys. En aquest moment va buscar feina per poder tirar endavant els seus quatre fills i va començar a treballar de camionera. El 2023 portava 17 anys com a camionera per les carreteres mexicanes lliurant mercaderies entre Mèxic i els Estats Units, sobretot carreteres a la regió de Chihuahua i Nuevo Laredo que tenen uns alts índex de delinqüència. Va protagonitzar el documental Nómada de la 57, on explica els problemes que viu a la carretera. És una activista per aconseguir que hi hagi més dones en el negoci del transport de càrrega pesada a Mèxic, que actualment són el 0,3%.
Va ser escollida entre les 100 dones més inspiradores per la BBC l'any 2023.